# Bydgoszcz Wąskotorowa
Bydgoszcz Wąskotorowa – dawna wąskotorowa stacja kolejowa w Bydgoszczy, w województwie kujawsko-pomorskim, w Polsce. Położona była na osiedlu Okole i stanowiła pierwszą stację linii wąskotorowej łączącej Bydgoszcz z Koronowem.
13 grudnia 2018 w miejscu dawnej stacji otwarto dziesiąty dyskont Lidla w Bydgoszczy.